# シルス

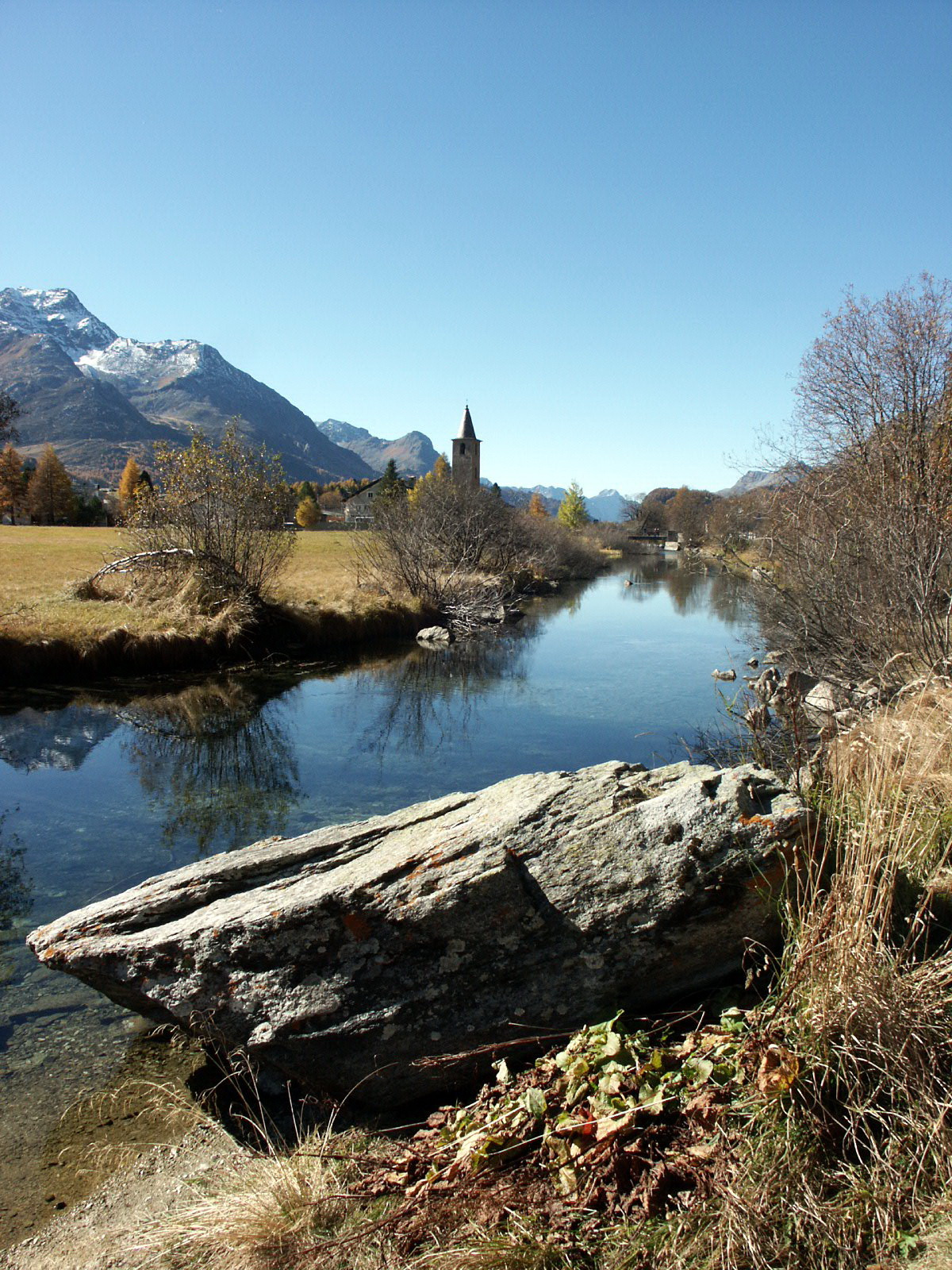
シルス。後ろはシルス・バゼリアの教会

シルス(Sils im Engadin/Segl)は、スイス東南部、グラウビュンデン州のオーバーエンガディン地方の基礎自治体。シルヴァプラーナ湖とシルス湖に挟まれている。人口約700人（2012年現在）。標高は約1800ｍ。村はシルス湖に近いバゼリア地区と、湖から1キロ近く南に入ったエリアにあるマリア地区（シルス・マリア）に分かれる。
フリードリヒ・ニーチェが、晩年をシルス・マリアで過ごし、数多くの重要な作品を着想したことでも有名。マリア地区にはニーチェ記念館「ニーチェ・ハウス」(de:Nietzsche-Haus Sils Maria)があり、当時のまま残されているニーチェの部屋などが一般公開されている。トーマス・マン、ヘルマン・ヘッセも、インスピレーションや安らぎを求めてシルスを訪れている。
フルチェラス展望台やフェックス谷など、シルスを基点に観光やハイキングが人気。村の高台には伝統の5ツ星ホテル「ヴァルトハウス・シルス Waldhaus」が森の中に建つ。サン・モリッツSt. Moritz Bahnhofからシルスマリア・ポストSils/Segl Maria, Postまで、定期路線バスで約20分。